# Droits LGBT au Somaliland
Les personnes lesbiennes, gays, bisexuelles et transgenres (LGBT) au Somaliland peuvent faire face à des difficultés légales que ne connaissent pas les résidents non-LGBT.

## Législation sur l'homosexualité

### De l'Empire ottoman au Somaliland britannique
En 1858, l'empire ottoman a légalisé les relations homosexuelles. En 1940, l'Italie conquiert le Somaliland britannique et annexe l'Afrique orientale italienne. L'Italie ayant autorisé l'homosexualité sur son territoire depuis 1890, elle devient, de facto, légale au Somaliland. En 1941, avec la reconquête britannique, l'homosexualité est de nouveau pénalisée.

### De l'indépendance de laSomalieau Somaliland
Avec l'indépendance de la République démocratique somalie en 1964, un nouveau Code pénal entre en vigueur. Il dispose notamment en ses articles 400 et 409 : « Quiconque a des relations charnelles avec une personne du même sexe sera punie, l'acte ne constitue pas un crime grave, mais est puni d'une peine d'emprisonnement de trois mois à trois ans. Lorsque l'acte commis est un acte de luxure différent d'une relation sexuelle, la peine est réduite d'un tiers ».
En 1991, lorsque le Somaliland proclama son indépendance unilatéralement de la Somalie, il continua à appliquer le même Code pénal.

## Reconnaissance légale des couples homosexuels
Il n'existe actuellement aucune reconnaissance légale (union civile ou mariage) des couples homosexuels au Somaliland.

## Tableau récapitulatif
| Dépénalisation de l’homosexualité                                                   | (3 ans de prison) |
| Majorité sexuelle identique à celle des hétérosexuels                               | Non               |
| Interdiction des discours de haine contre les LGBT                                  | Non               |
| Interdiction de la discrimination liée à l'orientation sexuelle à l'embauche        | Non               |
| Interdiction de la discrimination liée à l'identité de genre dans tous les domaines | Non               |
| Mariage civil ou partenariat civil                                                  | Non               |
| Adoption conjointe dans les couples de personnes de même sexe                       | Non               |
| Adoption par les personnes homosexuelles célibataires                               | Non               |
| Droit pour les gays de servir dans l’armée                                          | Non               |
| Droit de changer légalement de genre (après stérilisation)                          | Non               |
| Gestation pour autrui pour les gays                                                 | Non               |
| Accès aux FIV pour les lesbiennes                                                   | Non               |
| Autorisation du don de sang pour les HSH                                            | Non               |